# Denis Barbé
Denis Barbé (25 de agosto de 1978) é um futebolista da pequena ilha de Seychelles.
Atua como meia e atualmente joga no Saint Louis Suns United, um dos mais conhecidos times da ilha.